# The Man in the High Castle (Fernsehserie)/Staffel 4
Die vierte Staffel der US-amerikanischen Fernsehserie The Man in the High Castle besteht aus zehn Episoden und wurde bislang ausschließlich per Subscription-Video-on-Demand veröffentlicht. Bei Amazons VoD-Dienst Prime Video steht die Staffel seit dem 15. November 2019 sowohl in Originalfassung als auch in der deutschsprachigen Synchronfassung zum Abruf bereit.

## Episoden
| Nr. (ges.) | Nr. (St.) | Deutscher Titel              | Originaltitel                | Regie                | Drehbuch                   | Länge  |
| --- | --------- | ---------------------------- | ---------------------------- | -------------------- | -------------------------- | ------ |
| 31 | 1         | Hexagramm 64                 | Hexagram 64                  | Daniel Percival      | Wesley Strick              | 58 min |
| Juliana wechselt in eine andere, nicht von den Nazis beherrschte Welt. Ein Jahr später, 1964, arbeitet sie als Meditationslehrerin in dem Ort Bailey’s Crossroads in Virginia. Die Eltern von Thomas Smith, der einer ihrer Schüler ist, sind dort gewöhnliche Bürger. Bei der Arbeit hat sie eine Vision. Darin befindet sie sich in einer apokalyptischen Gegend, in der eine Person zu Staub zerfällt, die Ähnlichkeit mit Handelsminister Tagomi hat, und neben der das „Hexagramm 64“ ausgelegt ist. Parallel dazu wird Tagomi in der „Hauptwelt“ bei einem Attentat ermordet. Bei seiner Trauerzeremonie zieht sich die japanische Kronprinzessin den Unwillen der politischen Machthaber zu, weil sie sich für eine Versöhnung ausspricht. Unter John Smiths Leitung marschieren die amerikanischen Nazis in die Neutrale Zone ein, wobei es unter den Widerstandskämpfern um Wyatt Price etliche Tote gibt. Helen lebt nun mit den Kindern bei ihrem Bruder Hank in Montana in der Neutralen Zone und genießt es, dort ihre Meinung viel freier äußern zu können. Nachdem John sie vergeblich gebeten hat, wieder mit nach New York zu ziehen, nimmt er die beiden Töchtern gegen Helens Willen dorthin mit. In den japanischen Pazifikstaaten lässt Kido die Kempeitai in der Bevölkerung brutal nach Tagomis Mördern suchen und nimmt dafür willkürliche Verhaftungen vor. Dunkelhäutige Widerstandskämpfer haben sich in der Gruppe Black Communists Rebellion (BCR) organisiert, zu der auch Bell Mallory und ihr Partner gehören. Die Kempeitai ergreifen einen dunkelhäutigen Mann und finden bei ihm die Mordwaffe des Tagomi-Attentats und eine Autobiografie des BCR-Gründers Equiano Hampton, dennoch leugnet der Mann, mit dem Attentat zu tun zu haben. Bei der Verhaftung lässt Kido den Mann vor den Augen seines Sohns Toru, einem Kempeitai, foltern, wobei Toru sichtbar Mitleid empfindet. Durch Vermittlung von Lemuel trifft Bell den Widerständler Wyatt Price, der von der BCR neue Waffen zu erhalten hofft. |           |                              |                              |                      |                            |        |
| 32 | 2         | Der Anschlag                 | Every Door Out...            | Nelson McCormick     | Julie Hébert               | 61 min |
| Juliana erfährt in der Alternativwelt, dass kürzlich der Leiter des US-Atomprogramms verstorben ist. Sie folgert daraus, dass die Nazis aus ihrer Welt dafür verantwortlich sein müssen. Wenig später bemerkt sie nachts in ihrem Haus, dass sie von einem Auto auf der Straße aus beobachtet wird, welches kurz darauf wegfährt. In der von den Nazis beherrschten Welt bekommt Smith von Mengele demonstriert, dass Agenten des Nazi-Reichs inzwischen im Stande sind, zwischen den Welten zu wechseln. Smith erfährt zudem, dass sein Alter Ego in der anderen Welt, in der sich nun Juliana aufhält, ein Versicherungsvertreter ist und nur einen Sohn hat. Auf einem Foto in einer von dort stammenden Zeitung erkennt Smith zufällig Juliana. Unterdessen sind Smiths Töchter wieder in New York. Die ältere Tochter Jennifer wird zusammen mit einem Schulkameraden von ihrem Vater beim Hören einer Blues-Schallplatte erwischt, die aus der Neutralen Zone stammt. Nachdem er sie ermahnt, dies künftig zu unterlassen, ruft sie ihre Mutter an und bittet darum, zu ihr zurückkehren zu können. Der von den Kempeitai verhaftete Mann ist beim Verhör gestorben und wird auf Veranlassung von Kidos Vorgesetztem, General Yamori, öffentlich als Schuldiger des Tagomi-Attentats benannt. Toru, für seine Leistung im Mandschurei-Krieg ausgezeichnet, ist davon traumatisiert und psychisch nicht in der Lage, den erhaltenen Orden anzulegen und zu dem vereinbarten Vorstellungsgespräch zu gehen. Wyatt Price und einige seiner Freunde helfen Bell und der BCR, ein Attentat auf hochrangige Japaner vorzubereiten. Es soll während einer von Childan organisierten Kunstauktion in einer Villa stattfinden und auch von dem Japaner Masuda besucht werden, an dem sich die BCR für seine besondere Grausamkeit gegenüber den Schwarzen rächen möchte. In Vorbereitung auf die Auktion erhält Childan unverhofft Besuch von der Kronprinzessin, die dabei auch seine Kenntnis der japanischen Kultur würdigt. |           |                              |                              |                      |                            |        |
| 33 | 3         | Die Kiste                    | The Box                      | John Fawcett         | Kalen Egan                 | 46 min |
| Helen Smith kehrt zurück nach New York, um bei ihren Töchtern zu sein und um ihrem Mann beim anstehenden Besuch des Führers zur Seite zu stehen. Gleichwohl teilt sie John mit, dass sie ihrer Ehe keine großen Chancen mehr gibt. Takeshi Kido erfährt, dass der beim Verhör gestorbene Mann nicht Tagomis Mörder war, stößt damit aber bei Yamori auf taube Ohren. Toru Kido, durch den Einsatz im Mandschurei-Krieg traumatisiert und psychisch labil, tötet bei einem Konflikt in einer Bar einen Mann. Sein Vater stellt ihn zur Rede, wobei sich Toru von seinem Vater distanziert und dieser ihn verstößt. Durch den Konflikt mit seinem Sohn kann Takeshi Kido nicht mehr an der Kunstauktion teilnehmen. Er erfährt von Wyatts gefälschter Identität und warnt die Sicherheitskräfte in der Villa telefonisch. Als die Widerstandskämpfer um Wyatt Price und Bell Mallory die Gäste und japanischen Beamten angreifen, können sie zwar Masuda und zwei japanische Minister töten, allerdings gibt es auch in Wyatts Team Verluste. Childan rettet sich in das Auto der Widerstandskämpfer und gelangt so in den BCR-Stützpunkt. Um seiner Exekution als Unterstützer der Japaner zu entgehen, schlägt er vor, einen Kontakt zwischen BCR und Kronprinzessin herzustellen, welche angeblich die politischen Bestrebungen mancher Japaner unterstützt, sich aus den Pazifikstaaten zurückzuziehen. Juliana sieht ihr Leben gefährdet und bittet deshalb den John Smith der Alternativwelt, ihr zu helfen, falls sie bedroht wird. Direkt nach diesem Gespräch versucht ein von Reichsmarschall Smith gesandter Killer, Juliana zu ermorden. John Smith greift ein und ermöglicht ihr die Flucht, wird dabei aber von dem Killer erstochen. |           |                              |                              |                      |                            |        |
| 34 | 4         | Nach Hause in die Fremde     | Happy Trails                 | Rachel Leiterman     | Mark Richard               | 57 min |
| Hawthorne Abendsen stellt nun für die Nazis Propagandafilme her, um seine Frau zu beschützen. Darin wird u. a. eine von Schwarzen beherrschte Welt gezeigt, in der Ariern kein beruflicher Aufstieg mehr möglich ist. Das Ehepaar Himmler besucht die Familie Smith in ihrer New Yorker Wohnung und macht dabei kritische Bemerkungen hinsichtlich der Nazi-Linientreue, die John und Helen in Sorge versetzen. Bei dem Besuch wird zudem deutlich, dass die Gesundheit des Führers angeschlagen ist. Wyatt Price verlässt mit einer LKW-Ladung Waffen den BCR-Stützpunkt. Der von Childan für die BCR geschriebene Brief erreicht die Kronprinzessin. Darin bietet die BCR eine Waffenruhe an, falls die Japaner in Friedensverhandlungen eintreten. Die Kronprinzessin teilt Admiral Inokuchi mit, dass das Kaiserhaus auf das Angebot eingehen will. Inokuchi willigt ein, die kaiserliche Haltung gegenüber den politischen japanischen Führern geheimzuhalten. Inokuchis Loyalität gegenüber der Kaiserfamilie ist Yamori aber nicht verborgen geblieben, weshalb er Kido damit beauftragt, Inokuchi überwachen zu lassen. Zudem fordert er Kido dazu auf, alle Mittel anzuwenden, um Vergeltung für Masudas Ermordung zu üben. Kido stellt dem Kempeitai-Captain Iijima eine Falle und findet so heraus, dass dieser das Attentat auf Tagomi ausführte. Unterdessen wechselt Juliana in Washington, D.C. aus der Alternativwelt zurück in ihre richtige Welt, in der die Nazis den Krieg gewonnen haben und Washington durch eine Atombombe der Deutschen zerstört wurde. Zunächst wird sie verhaftet, kann aber fliehen und beim örtlichen Widerstand untertauchen. Reichsmarschall Smith erfährt vom Tod seines Alter Egos in der anderen Welt und von der Rückkehr Julianas, die er daraufhin suchen lässt. Im Rahmen einer verdeckten Operation wechselt er im Bergwerk Lackawanna als Zivilist verkleidet in die Welt, aus der Juliana kürzlich gekommen ist. |           |                              |                              |                      |                            |        |
| 35 | 5         | Mauvaise Foi                 | Mauvaise Foi                 | Charlotte Brändström | David Scarpa               | 51 min |
| John Smith ist in die Alternativwelt gewechselt und lebt darin, im Ort Bailey’s Crossroads, das Leben seines kürzlich getöteten Alter Egos. Dabei genießt er die Nähe seiner Frau und seines dort noch lebendigen Sohnes Thomas. In einem Restaurant müssen er und sein Sohn rassistische Schikanen gegen Schwarze mitansehen. Als am Abend Johns enger Freund Daniel zu Besuch kommt, erinnert sich John, zu Tränen gerührt, an das Jahr 1946, kurz nach der Machtübernahme der Nazis im Nordamerika seiner Welt. Damals hatte sich Daniel, im Gegensatz zu John, dagegen entschieden, sich den Nazis unterzuordnen und war auf der Flucht vor ihnen verhaftet worden. Als Nazi-Offizier hatte John nicht den Mut aufgebracht, Daniel zur Flucht aus einem Gefangenentransporter zu verhelfen. Unterdessen ist Wyatt Price in Julianas Unterschlupf eingetroffen, wo sie sich küssen. Gemeinsam mit anderen Rebellen bereiten sie neue Widerstandsaktionen vor. Juliana erfährt von Helen Smiths Aufenthalt in der Neutralen Zone. Währenddessen trifft sich Admiral Inokuchi als inoffizieller Unterhändler der Kronprinzessin mit dem BCR-Anführer Equiano Hampton, der dabei das Ziel ausspricht, dass die Schwarzen einen eigenen, unabhängigen Staat erhalten und die Japaner abziehen sollen. Als Zeichen des guten Willens erwartet Hampton von der Kronprinzessin, dass sie die Strafmaßnahmen gegen die Schwarzen durch die Kempeitai aussetzt. Am Ende des Treffens wird Hampton von Scharfschützen erschossen, die unter Kidos Aufsicht stehen. Kido lässt Inokuchi wegen Hochverrats verhaften. Der Fahndungsdruck auf die BCR-Mitglieder erhöht sich. Beim Abzug aus dem BCR-Versteck soll ein BCR-Mitglied Childan hinrichten, verhilft ihm jedoch aus Mitleid zur Flucht. |           |                              |                              |                      |                            |        |
| 36 | 6         | Gefangen zwischen den Welten | All Serious Daring           | Julie Hébert         | Lolis Eric Elie            | 46 min |
| Kurz vor seiner Abreise in seine Heimatwelt ist John Smith erschüttert darüber, dass sich sein Sohn Thomas zum Marine Corps für den Einsatz im Vietnamkrieg meldet. Indes glaubt Juliana in den pro-nationalsozialistischen Fernseh-Ansprachen Abendsen eine codierte Aussage zu erkennen. Trotz großer Skepsis ihrer Unterstützer macht sie sich, begleitet von Wyatt Price, auf den Weg nach New York, um Helen Smith um Unterstützung zu bitten. Nach Johns Rückkehr nach New York wird deutlich, dass Helen sich in der Wohnung gefangen fühlt und nicht mehr von der Nazi-Ideologie überzeugt ist. Das pro-arische Verhalten ihrer jüngsten Tochter scheint sie in dieser Meinung zu bestärken. Unterdessen schlägt Bell Mallory den BCR-Anführern einen Anschlag auf eine kriegswichtige kalifornische Ölpipeline der Japaner vor, um zu zeigen, dass die BCR trotz Hamptons Tod weiter handlungsfähig ist. Währenddessen wird Admiral Inokuchi von General Yamori vor ein Militärgericht gestellt. Wegen Hochverrats und als angeblicher Unterstützer von Tagomis Ermordung wird er zum Tode verurteilt. Obwohl von der Unschuld Inokuchis überzeugt, wird Kido von Yamori zur Vollstreckung des Urteils gezwungen. Statt aber Inokuchi befehlsgemäß hinzurichten, stellt sich Kido gegen Yamori und erschießt dabei Captain Iijima, der Tagomi im Auftrag von Yamori ermordet hatte. Kido lässt Yamori verhaften und wird danach von der Kronprinzessin für seinen Mut gelobt. |           |                              |                              |                      |                            |        |
| 37 | 7         | Boom, Boom, Boom, Boom       | No Masters But Ourselves     | Richard Heus         | Wesley Strick              | 46 min |
| Helen Smith fragt Margarete Himmler um Rat, was sie tun könne, um sich zu rehabilitieren und ihre nationalsozialistische Linientreue zu beweisen. Margarete betont dabei, dass die Erfüllung ihrer Rolle als fürsorgliche Ehefrau und die öffentliche Meinung am wichtigsten seien. Daraufhin begibt sich Helen eigenmächtig in eine Fernseh-Kochshow des Reichsfernsehens, in der sie Ehrlichkeit als Erfolgsrezept ihrer 20-jährigen Ehe betont. Gleichwohl belügt sie die Öffentlichkeit, indem sie erklärt, bei einer bestimmten Situation kurz nach Machtübernahme der Nazis in Amerika sei niemand weiter dabei gewesen. Tatsächlich war damals unter anderem auch Johns Freund Daniel anwesend, der dann vor den Nazi-Besatzern geflohen ist. Unterdessen bereiten sich Juliana und Wyatt in einem Versteck in Harlem auf ihre Kontaktaufnahme mit Helen vor und bespitzeln dazu Jennifer Smith. Währenddessen sabotiert die BCR, nun geführt von Bell Mallory, die Treibstoffversorgungsinfrastruktur der japanischen Besatzer entlang der kalifornischen Küste. Dabei kommt es in San Francisco und anderen Orten zu mindestens 20 Explosionen. Childan wird von den Kempeitai verhaftet und erzählt Kido über die Zeit seiner Gefangenschaft, dass die BCR-Mitglieder nicht so primitiv seien, wie er zuvor dachte. Während der Explosionen lässt Kido ihn wieder frei. Unter dem Eindruck der Anschläge, aber auch Childans Aussagen, erklärt Kido der Kronprinzessin, dass Japan den verlustreichen Krieg gegen die BCR zwar gewinnen könnte, ihn aber nicht führen sollte. Zwei Tage später kündigt der Kaiser live im Fernsehen den Rückzug der Japaner aus den amerikanischen Pazifikstaaten an. Daraufhin begeht Yamori im Gefängnis Suizid. |           |                              |                              |                      |                            |        |
| 38 | 8         | Nichts ist für die Ewigkeit  | Hitler Has Only Got One Ball | Frederick E.O. Toye  | Jihan Crowther             | 50 min |
| Während die japanischen Besatzer aus den amerikanischen Pazifikstaaten abziehen, erhält Childan eine Einladung der Kronprinzessin, nach Japan zu gehen. Aus diesem Anlass heiratet er seine japanische Freundin Yukiko. Toru Kido ignoriert die Anordnung zur Evakuierung. Er hat wegen seines Drogenkonsums noch Schulden bei dem Yakuza-Chef Okami. Als sich Takeshi deshalb zu Okami begeben will, wird er von weißen Rebellen entführt, die ihn zur Strafe für die Untaten der Kempeitai hinrichten wollen. In letzter Sekunde erscheinen einige BCR-Mitglieder, die seine Erhängung verhindern und ihn stattdessen einsperren. Später bietet Okami der BCR an, ihr bei der Verwaltung ihres zurückgewonnenen Staates zu helfen. Hawthorne Abendsens Frau nimmt sich im Gefängnis das Leben, worüber Hawthorne schwer erschüttert ist, sodass er unter ärztliche Aufsicht kommt. Als John Smith ihn aufsucht, ruft er John zu, dass dieser verflucht sei und ein Reisender zwischen den Welten bleiben werde. Unterdessen nimmt Juliana, unterstützt von Wyatt und anderen Rebellen, in einem Einkaufszentrum Kontakt mit Helen Smith auf. Juliana informiert Helen darüber, dass Thomas noch lebe und John wisse, wo er sich befinde. Tatsächlich lässt sich John insgeheim über das Wohlbefinden des Thomas der Alternativwelt informieren. Hoover beantragt bei John Smith, künftig jede Person der Bevölkerung rund um die Uhr zu überwachen, um so subversive Personen zu entdecken. Dabei entstehen Tonaufnahmen, die Johns Familie kompromittieren. Himmler befiehlt John nach Berlin zu reisen. Sein Adjutant rät ihm von der Reise ab und schlägt vor, dass sich das amerikanische Nazi-Reich mit dem Druckmittel der eigenen Atombomben von Berlin lossagen solle, was John ablehnt. |           |                              |                              |                      |                            |        |
| 39 | 9         | Wem die Uhr schlägt          | For Want of a Nail           | John Fawcett         | Mark Richard, David Scarpa | 50 min |
| Flugblätter, die Flugzeuge über San Francisco abwerfen, rufen die Bevölkerung zum Widerstand gegen die Schwarzen auf und kündigen die baldige Invasion der Nazis in den westamerikanischen Staaten an. Weiße Rebellen fordern von der BCR, ihnen Takeshi Kido auszuliefern, doch Mallory Bell lehnt ab, da sich die BCR nicht an Lynchjustiz beteiligen will. Als Childan mit Yukiko an Bord des letzten nach Japan fahrenden Schiffes gehen will, wird ihm der Gang an Bord verweigert, sodass er zurückbleiben muss. Während John Smith in Berlin ist, sieht sich Helen heimlich die von ihm aufbewahrten Filme an, die die Familie Smith inkl. Thomas in der Parallelwelt zeigen. Helen trifft sich daraufhin unter dem Vorwand eines Krankenhausbesuchs mit Juliana, die ihr versichert, dass John nicht ehrlich zu ihr ist. Juliana bittet Helen um Auskunft, wann John das nächste Mal per Eisenbahn zu dem Portal fährt, das zum Wechsel zwischen den Welten dient. Helens Leibwächterin Martha hat jedoch Verdacht geschöpft und wird deshalb von Wyatt und Juliana getötet. Nach der Rückkehr nach Hause erfährt Helen von ihrer Haushälterin, dass die gesamte Wohnung in Hoovers Auftrag verwanzt wurde. Indes zweifelt Hoover in Berlin mit den erlangten Abhörprotokollen die Nazi-Linientreue von John und seiner Familie vor Himmler und dessen Generalstab an. Bei einem Gespräch unter vier Augen von Himmler deshalb zur Rede gestellt, ermordet John den an Atemproblemen leidenden Führer mit Zyklon B, womit dessen Sauerstoffflasche insgeheim ersetzt wurde. Gleichzeitig hat Himmlers Adjutant Wilhelm Görtzmann den gesamten Stab von Himmler ermorden lassen – darunter auch Adolf Eichmann. John, der sich mit Görtzmann verschworen hatte, ersticht auch noch Hoover. Das Reich wird aufgeteilt, sodass John die Herrschaft über Nordamerika behält und Görtzmann den Rest erhält. |           |                              |                              |                      |                            |        |
| 40 | 10        | Das Feuer der Götter         | Fire from the Gods           | Daniel Percival      | David Scarpa               | 59 min |
| Als weiße Rebellen Takeshi Kido ergreifen wollen, befreit sich dieser mit einer List aus seiner Haft. Während Childan im Tausch für seinen Kunstladen von Okami ein Ticket für die Überfahrt nach Japan erhält, erscheint Takeshi bei Okami, von dem er wunschgemäß Toru erhält, aber nicht ohne zuvor rituell den Yakuza beizutreten. Takeshi begleitet seinen Sohn aber nicht mit nach Japan, sondern bleibt in San Francisco, wo er noch Schuld wiedergutzumachen habe. Indes lässt John Smith mit seinem Generalstab die sog. „Phase V“ einleiten, die Rückeroberung der bislang von Japan besetzten Weststaaten. Zu dem Plan gehört auch die Deportation der nichtarischen Bevölkerung in Konzentrationslager und ihre Ermordung in Gaskammern. Als Helen Smith erschüttert von diesen Tötungsplänen erfährt, gibt sie den Termin für Johns Reise per Eisenbahn zum Portal in den Pocono Mountains an Juliana weiter. Der Widerstand organisiert daraufhin ein Bombenattentat auf die Eisenbahnstrecke. Helen kann sich ihrer Mitfahrt nicht mehr entziehen. Da John indes vom Tode Marthas erfahren hat, stellt er, misstrauisch geworden, Helen im Zug zur Rede, wobei sie ihm bestätigt, vom Widerstand kontaktiert worden zu sein. John erklärt ihr die Möglichkeit, mit dem Portal in die andere Welt reisen zu können, sodass sie gemeinsam Thomas zurückholen könnten. Helen lehnt das aber ab, da sie sich aus Verachtung gegenüber der Nazi-Ideologie, sich selbst und John eine Elternschaft für Thomas nicht vorstellen könne. Kurz vor dem Attentat auf den Zug gibt John den finalen Angriffsbefehl auf San Francisco. Durch das Attentat stirbt Helen und wird John verletzt. In den Wald geflohen und von Juliana mit vorgehaltener Waffe bedroht, begeht er per Kopfschuss Suizid. Neben der Stelle, an der Juliana ihn gefunden hat, sieht sie auch das von ihr vor einiger Zeit in einer Vision wahrgenommene Hexagramm. Nach der Nachricht über Johns Tod lässt sein Stellvertreter den Angriff auf San Francisco Sekunden vor dessen geplantem Beginn abbrechen. Die Widerstandsmitglieder übernehmen die Kontrolle über das Portal, befreien Hawthorne Abendsen und sorgen dafür, dass sich das Portal öffnet, wodurch lauter Menschen aus anderen Welten hereinkommen. Juliana und Wyatt beobachten, wie Abendsen als Einziger in die entgegengesetzte Richtung durchs Portal schreitet. |           |                              |                              |                      |                            |        |

## Kritiken
- Linda Maleh: Redemption And Karma In The Final Season Of ‘The Man In The High Castle’, in: Forbes.com vom 22. Nov. 2019
- Andreas Kilb: Wenn die ganze Welt in Unordnung ist, in: FAZ vom 15. Nov. 2019
- Melanie McFarland: Finally, "The Man in the High Castle" fascist fantasy ends amidst America’s sobering reality, in: Salon.com vom 16. Nov. 2019